# Cedronella
Cedronella  é um gênero botânico da família Lamiaceae

## Espécies
| - Cedronella aurantiaca - Cedronella breviflora - Cedronella cana - Cedronella canariensis - Cedronella coccinea - Cedronella cordata - Cedronella hastifolia - Cedronella japonica | - Cedronella madrensis - Cedronella mexicana - Cedronella micrantha - Cedronella pallida - Cedronella rupestris - Cedronella triphylla - Cedronella wrightii |

## Nome
Cedronella Moench, 1794